# The Compatibility Gene (El gen de la compatibilidad)
The Compatibility Gene (El gen de la compatibilidad) es un libro publicado originalmente en 2013 por el profesor inglés de inmunología Daniel M. Davis acerca del descubrimiento del mecanismo de la compatibilidad en el sistema inmunitario humano. 
Describe la historia de la inmunología con el descubrimiento del principio de rechazo tisular por Peter Medawaren los años 50 y la forma en que el cuerpo distingue lo propio de lo ajeno mediante las células asesinas naturales (o células NK, por sus siglas en inglés). El mecanismo de compatibilidad contribuye también al éxito del embarazo al ayudar a la formación de la placenta y puede desempeñar un papel en la selección de la pareja.

## Contexto
El contexto del libro es la historia de la inmunología, desde los primeros interrogantes sobre por qué se enferman las personas y por qué algunas pueden recuperarse, hasta los pioneros del siglo XIX que demostraron que las bacterias eran la causa de muchas enfermedades. Fue en el siglo XX cuando, de forma lenta al principio pero a un ritmo acelerado, los biólogos empezaron a comprender las bases genéticas de la variación y la selección natural y, junto a ello, los fundamentos de la medicina científica, incluida la inmunología. Como observa Steven Pinker, pocas historias del quehacer científico no se han contado nunca: "Ésta es una de ellas. En apariencia trata de un conjunto de genes que todos tenemos y necesitamos, pero en realidad trata de los hombres y mujeres que los descubrieron y averiguaron su función. Trata de ideas brillantes y de golpes de suerte; de la gloria de tener razón y del miedo paralizante a equivocarse; de la pasión por las curas y la sed de los premios Nobel. Es una búsqueda de la esencia de la grandeza científica realizada por un científico que se encamina hacia ella". 

## Libro

Diagrama que muestra las actividades complementarias de las células T citotóxicas y las células asesinas naturales.

El libro está dividido en tres partes. En la primera parte, Davis hace la descripción de la historia de la investigación sobre la compatibilidad biológica. Empieza por la vida de Peter Medawar y sus descubrimientos sobre el rechazo tisular y recorre la historia de la medicina desde Hipócrates hasta los pioneros del siglo XIX Louis Pasteur y Robert Koch, pasando por el concepto de Frank Macfarlane Burnet sobre la capacidad del sistema inmunitario para discriminar lo propio de lo ajeno. Explica la manera en que los avances en el conocimiento de la inmunidad, desde el descubrimiento del sistema de grupos sanguíneos ABO por Karl Landsteiner, permiten realizar trasplantes de órganos. Se conoce como genes de histocompatibilidad a los tres genes del antígeno leucocitario humano (HLA) de clase I (A, B y C) y tres de clase II (DP, DQ y DR), cada uno con numerosas versiones (alelos). Por último, Davis cuenta el lado humano de la historia del descubrimiento de los linfocitos T citotóxicos al contar cómo Alan Townsend descubrió que las células T citotóxicas destruían las células portadoras de una proteína HLA y de pequeños fragmentos de proteína vírica y cómo esos pequeños péptidos eran toda la evidencia que necesitaban las células T para decidir que una célula estaba enferma. 
En la segunda parte, Davis describe cómo la naturaleza de las diferencias genéticas entre las personas, tales como tener el alelo de la enfermedad de Huntington, puede ser pequeña pero decisiva. La B27, una variante de la proteína HLA, está asociada a una grave enfermedad hereditaria, la espondilitis anquilosante, pero también otorga protección contra el sida. De igual forma, otras variantes protegían contra otras enfermedades. Quizá los polimorfismos en la HLA, es decir, las muchas formas que puede adoptar cada gen HLA, se conservan gracias a la selección natural de factores disruptivos. Davis explica que las variaciones en los genes HLA podrían predecir qué medicamentos serán benéficos para ciertos individuos, lo que implica una nueva era de medicina personalizada. Relata cómo Klas Kärre ideó el concepto del "missing self", una señal (provocada por la ausencia de una proteína HLA) de que una célula estaba enferma y debía ser eliminada por una célula asesina natural.
En la tercera parte, Davis describe el famoso experimento en el que se pedía a las parejas femeninas que olieran cajas que contenían camisetas de sus parejas masculinas, que habían llevado puestas durante dos días, donde se observó una ligera relación entre el hecho de que el olor les pareciera sexy y el hecho de que los dos miembros de la pareja tuvieran genes de compatibilidad diferentes, lo cual posiblemente podría indicar una selección sexual para la exogamia, al menos en el sistema HLA. Explica lo que se sabe del papel de los genes de compatibilidad en el cerebro. Narra cómo los genes variables del sistema inmunitario afectan al éxito del embarazo. Lejos de que las proteínas HLA del bebé sean toleradas de algún modo por la madre (a diferencia de las de cualquier otra persona), la fuerte reacción contra los antígenos del bebé ayuda a impulsar el correcto desarrollo de la placenta, en particular el crecimiento de las vellosidades coriónicas que garantizan una transferencia eficiente (de oxígeno, por ejemplo) entre la madre y el bebé. Davis concluye el libro contando una historia de compatibilidad genética entre su mujer y él. Se pregunta si todas las mujeres deberían haberlo hallado excepcionalmente atractivo, al menos cuando era más joven. Observa que, por el contrario, no hay jerarquía en la HLA: algunas variantes son buenas en una situación y malas en otra.

### Publicación
El libro fue publicado originalmente en el Reino Unido por Allen Lane en pasta dura en 2013. Penguin Books en Gran Bretaña y Oxford University Press en América publicaron ediciones en pasta blanda, ambas en 2014. Una traducción al italiano fue publicada por Bollati Boringhieri en Turín en 2016. 

### Recepción
The Compatibility Gene ha sido bien recibido por la crítica y por científicos.  Mark Viney, al reseñar el libro en New Scientist, comenta que Davis cubre bien los genes de compatibilidad humanos, pero que debería haber entrado más en detalle acerca de los diferentes sistemas en otros organismos. 
El escritor científico Peter Forbes, en The Guardian, señala que cuando Watson y Crick descifraron el código genético en 1953 parecía que la medicina se beneficiaría al instante, pero pasó medio siglo antes de que se descifrara el genoma y el 98% del mismo parecía a primera vista ADN basura. Ahora, función por función, se empieza a comprender su complejidad. Un área especializada es el sistema inmunitario, con su propio conjunto ultravariable de proteínas, las cuales no sólo son complicadas, sino que tienen muchas funciones: en la inmunidad, la atracción sexual (tal vez), el embarazo y la función cerebral. No es de extrañar, observa Forbes, que esto haga que la inmunología, y su popularización, sean "extremadamente difíciles". Davis "dora la píldora" optando por adentrarse en la vida y las luchas de los investigadores con lujo de detalles. Forbes señala que Davis no menciona que la mayoría de las diferencias genéticas entre humanos y chimpancés tienen que ver con el sistema inmunitario y el desarrollo cerebral: quizá (sugiere) estén conectadas. 
La bióloga Rebecca Nesbit, al reseñar The Compatibility Gene para The Biologist, escribe que Davis nos comparte muchas historias de científicos dedicados, unidos por "un pequeño conjunto de 'genes de compatibilidad' que tienen un papel importante en el cómo reaccionamos contra las enfermedades y que son fundamentales para el funcionamiento de nuestro sistema inmunitario". Señala que el libro se trata tanto de las personas como de los descubrimientos, mismos que valen la pena por los avances médicos que siguen produciendo, al poner como ejemplo las posibilidades de la medicina personalizada, como podría ser el caso de las personas que cuentan con un gen de compatibilidad concreto que reacciona negativamente a un medicamento contra el sida. Observa que, a pesar de todo, Davis concluye con el estribillo favorito de los científicos: "se necesita más investigación". 